# Hrabstwo Garfield (Utah)

Piramida wieku hrabstwa

Hrabstwo Garfield (ang. Garfield County) – hrabstwo w stanie Utah w Stanach Zjednoczonych. Na terenie hrabstwa leży park stanowy Park stanowy Escalante Petrified Forest.

## Miasta
- Antimony
- Bryce Canyon City
- Boulder
- Cannonville
- Escalante
- Hatch
- Henrieville
- Panguitch
- Tropic